# Paddockwood
Paddockwood es un pueblo canadiense situado en la provincia de Saskatchewan.

## Superficie
Paddockwood tiene una superficie de 0,65 km².

## Demografía
En 2021, tenía 118 habitantes, una densidad poblacional de 180,4 hab./km², y 68 viviendas.